# بلندتر از جهنم (آلبوم منووار)
«بلندتر از جهنم» آلبومی از منووار است که در سال ۱۹۹۶ میلادی منتشر شد.